# Renaissance Cruises
Renaissance Cruises fue una línea de cruceros fundada en 1989 y propiedad de Fearnley & Eger Rederi en Oslo, Noruega. Fue comprado por Edward Rudner (fundador de Álamo Car Rental ) cuando la empresa se tambaleó durante la Guerra del Golfo (1991). Operaba itinerarios de cruceros durante todo el año al mar Mediterráneo , las islas griegas, Tahití y el Pacífico Sur, el norte de Europa y Escandinavia. La empresa cesó sus operaciones el 25 de septiembre de 2001, habiendo dado servicio hasta a 220.000 invitados en el año 2000. Si bien la compañía había tenido mala salud financiera durante bastante tiempo, el declive económico resultante de los atentados del 11 de septiembre de 2001 se atribuye a la desaparición de esta línea de cruceros. Tenía su sede en Fort Lauderdale, Florida.

## Flota

#### Clase Renaissance I
Construido en el astillero Cantieri Navale Ferrari-Signani (1989-1991):
| Buque           | Imagen | Construcción | En servicio con Renaissance Cruises | Tonelaje | Historia, estado y nombres |
| --------------- | ------ | ------------ | ----------------------------------- | -------- | --- |
| Renaissance I   |        | 1989         | 1989–1991                           | 4.077    | (a) Renaissance I (b) The Mercury (c) Leisure World (d) Dubawi. Ahora navega como un yate.                                    |
| Renaissance II  |        | 1990         | 1990–1998                           | 4.077    | (a) Renaissance II (b) Neptune II (c) EasycruiseOne (d) Cruise One. Almacenado de 2008 a 2022. Vendido como chatarra en 2022. |
| Renaissance III |        | 1990         | 1990–1997                           | 4.077    | (a) Renaissance III (b) Galapagos Explorer II (c) Silver Galapagos (d) Mantra.                                                |
| Renaissance IV  |        | 1990         | 1990–1996                           | 4.077    | (a) Renaissance IV (b) Clelia II (1998), Troodos (c) Orion II (d) Corinthian desde 2013, Travel Dynamics Int.                 |

#### Clase Renaissance II
Construido en el astillero Nuovi Cantieri Apuania (1991-1992):
| Buque            | Imagen | Construcción | En servicio con Renaissance Cruises | Tonelaje | Historia y estado |
| ---------------- | ------ | ------------ | ----------------------------------- | -------- | --- |
| Renaissance V    |        | 1991         | 1991–1998                           | 4.200    | (a) Renaissance V (brevemente Hanseatic Renaissance) (b) Sun Viva (1997), Sun Cruise (c) MegaStar Sagittarius (2000), Star Cruises (d) Spirit of Oceanus (2000), Cruise West (e) Sea Spirit (2010), Noble-Caledonia Cruises. |
| Renaissance VI   |        | 1991         | 1991–1998                           | 4.200    | a) Renaissance VI (b) Sun Viva 2 (1997), Sun cruise (c) MegaStar Capricorn (2000), Star Cruises (d) Hebridean Spirit (2000) (e) Caledonian Sky (2012), Noble-Caledonia Cruises.                                              |
| Renaissance VII  |        | 1991         | 1991–2001                           | 4.200    | (a) Renaissance VII (b) Renai I (c) Island Sun (d) Corinthian II (1991) (e) Sea Explorer (f) Hebridean Sky (2016), Noble-Caledonia Cruises                                                                                   |
| Renaissance VIII |        | 1992         | 1992–2001                           | 4.200    | (a) Renaissance VIII (b) Renai II (c) Island Sky (1992), Noble-Caledonia Cruises |

### Clase R
El orgullo de la flota eran ocho naves de pasajeros de primera mano de la clase R: el R1, el R2, el R3, el R4, el R5, el R6, el R7 y el R8. Dichas naves fueron construidas entre 1998 y 2001 por el astillero Chantiers de l'Atlantique en Saint Nazaire, Francia y diseñados por el diseñador británico John McNeece. Tras la quiebra de Renaissance Cruises, todos los cruceros fueron fletados o vendidos a otras líneas de cruceros y continúan operando en la actualidad.
| Buque      | Imagen | Construcción | En servicio con Renaissance Cruises | Tonelaje | Bandera            | Historia y estado |
| ---------- | ------ | ------------ | ----------------------------------- | -------- | ------------------ | --- |
| MS R One   |        | 1998         | 1998–2001                           | 30.277   | Bandera de Liberia | Ingresó al servicio de Renaissance Cruises en 1998. Después de la quiebra de la compañía, fue vendida a Cruiseinvest, pero permaneció inactiva hasta 2003, cuando fue alquilada a Oceania Cruises y rebautizada como Insignia. En 2006, Oceania Cruises compró el barco. En abril de 2012, pasó a llamarse MS Colombus 2 y navega para Hapag-Lloyd. En 2014, volvió a Oceania Cruises después del lanzamiento del Europa 2 de Hapag-Lloyd , y actualmente navega como MS Insignia 2. |
| MS R Two   |        | 1998         | 1998–2001                           | 30.277   | Bandera de Liberia | Ingresó al servicio de Renaissance Cruises en 1998. Después de la quiebra de la compañía, fue vendida a Cruiseinvest, pero estuvo inactiva hasta 2002, cuando fue alquilada a Oceania Cruises y rebautizada como Insignia. Fue rebautizada como MS Regatta al año siguiente. En 2006, Oceania Cruises compró el buque. |
| MS R Three |        | 1999         | 1999–2001                           | 30.277   | Bandera de Liberia | Ingresó al servicio de Renaissance Cruises en 1999. Después de la quiebra de la compañía, estuvo en reposo hasta fines de 2002, cuando fue vendida a Princess Cruises y rebautizada como Pacific Princess. En 2021, Azamara Club Cruises compró el barco que se unía a Journey, Quest y Pursuit. El barco pasó a llamarse Azamara Onward y comenzó a ofrecer cruceros en 2022. |
| MS R Four  |        | 1999         | 1999–2001                           | 30.277   | Bandera de Liberia | Ingresó al servicio de Renaissance Cruises en 1999. Después de la quiebra de la compañía, estuvo en reposo hasta fines de 2002, cuando fue vendida a Princess Cruises y rebautizada como Tahitian Princess. El barco volvió a llamarse Ocean Princess en noviembre de 2009. El 25 de noviembre de 2014 se anunció que el barco se vendería a Oceania Cruises en virtud de un acuerdo definitivo. Partió de la flota Princess en marzo de 2016 y se sometió a una remodelación de 35 días y 40 millones de $ en Marsella, Francia, para convertirse en Sirena para Oceania Cruises. |
| MS R Five  |        | 2000         | 2000–2001                           | 30.277   | Bandera de Liberia | Ingresó al servicio de Renaissance Cruises en 2000. Después de la quiebra de la compañía, fue vendido a Cruiseinvest, pero estuvo en reposo hasta 2002, cuando fue fletado a Pullmantur Cruises bajo el nombre comercial Blue Dream. En 2005, el barco pasó a llamarse Nautica y la compra de Oceania finalizó en 2006. |
| MS R Six   |        | 2000         | 2000–2001                           | 30.277   | Bandera de Liberia | Ingresó al servicio de Renaissance Cruises en 2000. Después de la quiebra de la compañía, fue vendido a Cruiseinvest, pero estuvo en reposo hasta 2003, cuando fue fletado a Pullmantur Cruises bajo el nombre comercial Blue Star. En 2005 pasó a llamarse Blue Dream, y al año siguiente fue vendido a Pullmantur. En 2007, fue transferida a Azamara Club Cruises y pasó a llamarse Azamara Journey. |
| MS R Seven |        | 2000         | 2000–2001                           | 30.277   | Bandera de Liberia | Ingresó al servicio de Renaissance Cruises en 2001. Después de la quiebra de la compañía, fue vendida a Cruiseinvest, pero permaneció inactiva hasta 2003, cuando fue alquilada a Delphin Seereisen con el nombre de Delphin Renaissance. En 2006, fue vendido a Pullmantur Cruises y pasó a llamarse Blue Moon. En 2007, fue transferida a Azamara Club Cruises y pasó a llamarse Azamara Quest. |
| MS R Eight |        | 2001         | 2001–2001                           | 30.277   | Bandera de Liberia | Ingresó al servicio de Renaissance Cruises en 2001. Después de la quiebra de la compañía, fue vendida a Cruiseinvest, pero permaneció inactiva hasta 2003, cuando fue alquilada a Swan Hellenic Cruises y rebautizada como Minerva II. En marzo de 2006, Princess Cruises anunció que adquiriría Minerva II y el barco debutó en la flota Princess en abril de 2007, momento en el que pasó a llamarse Royal Princess. A finales de abril de 2011, Royal Princess fue transferida a P&O Cruises y pasó a llamarse Adonia. En 2015, Carnival Corporation & plc anunció la fundación de una nueva marca orientada al impacto social, llamada Fathom, siendo Adonia el buque líder de la marca. Cuando Fathom finalizó sus operaciones en 2017, fue devuelta a P&O Cruises, pero se retiró un año después, en 2018, después de haber sido vendida a Azamara Club Cruises. Después de una remodelación extensa, comenzó oficialmente a navegar para Azamara como Azamara Pursuit en agosto de 2018. |